# Itaquiraí
Itaquiraí là một đô thị thuộc bang Mato Grosso do Sul, Brasil. Đô thị này có diện tích 2063,876 km², dân số năm 2007 là 16919 người, mật độ 8,2 người/km².